# 로랑 사가르
로랑 사가르(Laurent Sagart, 1951년~)는 프랑스의 언어학자이다.
중국어의 방언과 역사 및 동아시아 여러 언어의 친연관계에 관한 연구로 알려져 있다.

## 생애
사가르는 1951년 프랑스 파리에서 태어났다.1977년에 홍콩의 崇謙堂村에서 말해지는 하카어의 음운연구로 파리 제7대학의 제3과정 박사의 학위를 얻었다. 그 후, 베이징어언대학과 난징대학으로 유학했다. 1990년에는 간어의 연구로 엑스-마르세유 제1대학의 국가박사 학위를 얻었다.
1980년 이후 파리동양언어문화대학 및 프랑스사회과학고등연구원에서 가르쳤고, 1996년부터는 프랑스국립과학연구센터 내의 동아시아 언어연구센터(CRLAO) 교수를 맡고 있다.

## 업적
사가르의 연구분야는 다지에 걸친다.
1. 중국어 방언의 연구. 특히 하카어와 간어.
2. 상고한어의 연구. 상고음 분야에서는 정장상팡과 윌리엄 백스터의 연구를 높게 평가하고, 백스터와는 많은 공동연구를 진행하고 있다. 특히 상고한어의 형태론 연구가 많다.
3. 중국어와 주변언어 사이의 옛 차용어 연구.
4. 중국오스트로네시아어족설 제창한 적 있었다. 1990년 이후, 사가르는 상고한어와 오스트로네시아어족 사이에 근연관계를 주장했었다.
5. 2019년 이후 농업의 전파와 함께 어족이 퍼졌다는 가설을 고대부터 현대까지 존재했던 50개의 중국티베트어족에 대한 계통발생학적 연구로 입증하면서, 로랑 사가르 등의 국제 합동 연구진과 중국의 연구진은 중국티베트어족이 약 7200년 전 북중국에 위치한 기장(millet) 농부들에게서 기원했다고 결론지었다.[2][3][4][5]

## 주요 저작
백스터와의 공저에 대해서는 윌리엄 백스터를 참조.
- 《Phonologie du dialecte Hakka de Sung Him Tong (粉嶺崇謙堂客家話語音系統)》. Paris: Langages croisés. 1982.

파리대학의 박사논문을 기반으로 하는 저작.
- “A List of Sung Him Tong Hakka words of dubious etymology”. 《Cahiers de linguistique - Asie orientale》 11 (2): 69-86. 1982.

崇謙堂方言 가운데 한자로 쓸 수 없는 어휘의 목록.
- 《Les dialectes Gan: Études sur la phonologie et le lexique d'un groupe de dialectes chinois (贛方言研究)》. Paris: Langages croisés. 1993. ISBN 2909003191.《Les dialectes Gan: Études sur la phonologie et le lexique d'un groupe de dialectes chinois (贛方言研究)》. Paris: Langages croisés. 1993. ISBN 2909003191.

엑스-마르세유대학의 박사논문을 기반으로 하는 저작. 간어 연구.
- “Chinese and Austronesian: Evidence for a genetic relationship”. 《Journal of Chinese Linguistics》 21: 1-62. 1993. JSTOR 23756126.
- “Austronesian Final Consonants and the Origin of Chinese Tones”. 《Oceanic Linguistics Special Publications》 24: 47-59. 1993. JSTOR 20006747.
- “Proto-Austronesian and Old Chinese Evidence for Sino-Austronesian”. 《Oceanic Linguistics》 33 (2): 271-308. 1994. JSTOR 3623130.

상고한어와 오스트로네시아어족의 친족관계에 관한 논문.
- Sagart, Laurent (1999), “The origin of Chinese tones”, in Kaji, Shigeki, Proceedings of the symposium Cross-Linguistic Studies of Tonal Phenomena: Tonogenesis, Typology, and Related Topics, 도쿄외국어대학 아시아-아프리카 언어문화연구소, pp. 91-103, ISBN 4872977491
- 《The Roots of Old Chinese》. John Benjamins. 1999. ISBN 1556199619.

고대 중국어의 単語家族과 형태론의 연구. 중국어역:《上古漢語的詞根》. 上海教育出版社. 2004.
번역:
- 《The Phonological System of Old Chinese》.|성=Zhengzhang, Shangfang|연도=2000|총서=Collection des cahiers de linguistique - Asie Orientale|권=5|출판사=École des hautes études en sciences sociales, Centre de Recherches Linguistiques sur l'Asie Orientale|위치=Paris|isbn=2910216047}}